# Ballad of Hollis Brown
Pistes de The Times They Are a-Changin'
The Times They Are a-Changin' With God on Our Side
Ballad of Hollis Brown est une chanson de Bob Dylan, parue en 1964 sur l'album The Times They Are a-Changin'.
Dylan y raconte, à la seconde personne, la vie d'un fermier pauvre du Dakota du Sud, Hollis Brown, qui n'arrive pas à nourrir sa femme et ses cinq enfants ; il finit par les tuer avant de se suicider d'un coup de fusil.

## Reprises
Cette chanson a été reprise par de nombreux artistes, parmi lesquels :
- Nina Simone sur l'album Let It All Out (1965)
- Hugues Aufray sur l'album Chante Dylan (1965) sous le titre La Ballade d'Hollis Brown
- Pete Stanley & Wizz Jones sur l'album Sixteen Tons of Bluegrass (1966)
- Stone the Crows sur l'album Live Crows Montreux '72 (2002)
- The Stooges démo en studio (1972)
- Nazareth sur l'album Loud 'n' Proud (1974)
- The Neville Brothers sur l'album Yellow Moon (1989)
- Stephen Stills sur l'album Stills Alone (1991)
- The Pretty Things sur l'album Balboa Island (2007)
- Rise Against sur l'album Chimes of Freedom: Songs of Bob Dylan Honoring 50 Years of Amnesty International (2012)
- Francis Cabrel sur l'album Vise le ciel (2012) sous le titre L'Histoire d'Hollis Brown
- David Lynch sur l'album The Big Dream (en) (2013)

Le personnage de Hollis Brown est également cité dans la chanson Pas en France de Jean-Michel Caradec (1975) :
Hollis Brown crevait dans son bidonville

Lutter ou s'écraser, c'est face ou pile

C'est pas facile à dire, tout ce qu'on pense

Desolation Row n'est pas en France.
La rythmique de cette chanson a sensiblement inspiré La Chanson du forçat de Serge Gainsbourg (1967)[réf. souhaitée]